# Klášter Porta coeli
Cisterciácké opatství Porta coeli (z latiny Brána nebes, Monasterium Cisterciense Porta Coeli) se nachází v obci Předklášteří u Tišnova v okrese Brno-venkov. Je jediným fungujícím ženským cisterciáckým klášterem v ČR, v roce 2019 v něm podle řehole sv. Benedikta žijí čtyři sestry.
Jeho areál s románsko-gotickým kostelem Nanebevzetí Panny Marie je památkově chráněn, roku 2010 byl prohlášen národní kulturní památkou České republiky.

## Historie
Založení kláštera cisterciaček zvažovala Konstancie Uherská společně se svým manželem, králem Přemyslem Otakarem I. K realizaci této myšlenky však došlo až po Přemyslově smrti v roce 1230, vyjasněno bylo také umístění nového konventu – místo Prahy byl zvolen moravský Tišnov. Prvních 12 sester do klášterního provizoria zřejmě přišlo v roce 1232. Jelikož se tak stalo v době, kdy ještě nebyla dokončena stavba klášterních budov, traduje se, že sestry musely po nějakou dobu žít v provizorně zhotovených chatkách. 
První písemná zmínka o klášteře pochází z roku 1233. Tišnovský klášter vzal do ochrany papežského stolce papež Řehoř IX. se všemi statky a výsadami. Založení schválil a držení statků potvrdil už v roce 1235 listinou datovanou 26. srpna v Perugii. Kromě Konstancie podpořili nový konvent také její synové, český král Václav I. a moravský markrabě Přemysl. Královna-vdova zde zřejmě dožila, zemřela roku 1240 a byla také pochována ve zdejším presbyteriu – podobně jako markrabě Přemysl, který zemřel o rok dříve. Jejich hroby však dosud nebyly nalezeny.

### Výstavba komplexu
Stavba klášterního komplexu začala ihned po vyřízení nezbytných formalit a probíhala rychlým tempem za vydatné podpory nejvýznamnějších představitelů přemyslovského státu, jmenovitě: českého krále Václava I., moravského markraběte Přemysla a sv. Anežky České. Původ zakladatelů se odrazil i na štědrých donacích vesnic, statků a kostelních patronátů, což z kláštera činilo jednu z nejbohatších komunit cisterciáckého řádu. Vedle Tišnova a dalších asi 25 vesnic k němu po určitou dobu patřila i taková sídla jako Jihlava, a dokonce i pozemky za hranicemi českého státu – v sousedních Uhrách.
Rozhodující část staveb středověkého jádra kláštera byla postavena mezi lety 1233–1240, ale je pravděpodobné, že  práce na zvelebování komplexu pokračovala ještě v následujících letech zhruba až do poloviny 13. století. Raně gotický komplex budov, který se zachoval v neporušené podobě dodnes, patří k tomu nejcennějšímu, co ve druhé čtvrtině 13. století na území českého státu vzniklo. Roku 1239 došlo také k vysvěcení konventního kostela Nanebevzetí Panny Marie.
Po smrti těchto dvou zakladatelů byl klášter poprvé ohrožen, jelikož ničivý vpád Mongolů řádících v Rusku a Polsku se nevyhnul ani Moravě. To, zda nájezdy zasáhly i Porta Coeli, se ovšem neví.

### Klášter během válek
Po smrti krále Václava I. dosedl na královský trůn jeho syn Přemysl Otakar II., který zároveň znovupotvrdil klášteru veškeré výsady. V období husitských válek byl klášter zničen a řeholnice se rozptýlily po okolních farnostech nebo utekly do Brna, které se útokům husitů ubránilo. Zbytek klášterního majetku byl rozchvácen pány z Pernštejna.   
Řeholní život se do ruin komplexu vrátil až na konci 40. let 15. století. Za znovuzakladatelku kláštera je považována tehdejší abatyše Alžběta IV. Přestože došlo k opětovnému vysvěcení kostela a bývalá práva a svobody Porta Coeli byla potvrzena Jiřím z Poděbrad, byl řád nucen nadále bojovat o svůj majetek s rodem Pernštejnů. K dalšímu úpadku došlo v období třicetileté války a rovněž během válek o dědictví rakouské.  

### Zrušení Porta coeli
Roku 1782 došlo k zrušení kláštera, které proběhlo na základě patentu o rušení klášterů, vydaného Josefem II.
Po uzavření komplexu se stal konventní chrám farním kostelem, ostatní budovy byly odkoupeny brněnským textilním podnikatelem Vilémem Mundym. Klášterní prostory poté sloužily k čistě praktickým účelům - nacházela se zde například barvírna či cukrovar.
První impulsy ke znovuzaložení Porta Coeli přišly ze strany kláštera Marienthall v Horní Lužici, jelikož byl tento saský konvent vlastníkem tišnovského panství. V celém procesu se zasloužili zejména brněnský biskup František Bauer a generální opat cisterciáckého řádu a kláštera ve Vyšším Brodě Leopold Wackarž.  
Roku 1901 tak došlo k zahájení činnosti Porta Coeli po více než stoleté odmlce. 

### Osud kláštera ve 20. století
První světová válka donutila osazenstvo kláštera obětovat všechny zvony a jiné kovové předměty, které měly přispět k vítězství rakouských vojsk, a dále odevzdat státu válečnou půjčku.
Prvním následkem nových poměrů za první republiky, který se bezprostředně dotkl i Porta Coeli a jeho majetků, byla tzv. pozemková reforma. Z původního bohatství kláštera tak zbyly pouhé zlomky. 
Během druhé světové války byla na klášter uvalena nucená správa a v jeho prostorách byla zřízena okresní ošetřovna. V průběhu válečných let byla klášteru odňata i práva na velkostatek. 
Nepřízně pokračovaly i v následujících letech. Jelikož se katolická církev zcela vymkla koncepcím komunistického režimu, dlouho na sebe nedaly čekat ani svévolné zásahy stranických funkcionářů do záležitostí církve - první zatýkání a provokace. Státní politika v roce 1949 zasáhla také do osobního života jeptišek v Porta Coeli. Velká část sester byla, v rámci akce „VŽK“ (Vyklizení ženských klášterů), přinucena tvrdě pracovat v živočišné výrobě, což u mnohých z nich vedlo k předčasné invaliditě.  
Po Sametové revoluci byly klášteru navráceny v rámci restitucí jednotlivé objekty, od roku 1995 již klášter opět vlastní všechny zabavené budovy.

### Hospodářská samostatnost kláštera ve 21. století
Po církevních restitucích v roce 2015 byly klášteru vráceny zemědělské a lesní pozemky zabavené komunistickým režimem v roce 1948.
Aktuálně spravuje klášterní majetky společnost Bernardinum s. r. o. založená společným úsilím dvou českých cisterciáckých klášterů Porta coeli a Vyšší Brod. Název společnosti odkazuje na velkého světce cisterciáckého řádu sv. Bernarda z Clairvaux. 
V Předklášteří se jedná především o správu budov a pozemků, správu lesního majetku a provoz kavárny s prodejnou klášterních výrobků.
V červenci 2019 byl za účasti představitelů cisterciáckého řádu v areálu kláštera slavnostně otevřen pivovar. Název pivovaru – Vorkloster – odkazuje na německý překlad názvu obce Předklášteří. Návštěvníci mohou ochutnat pivo přímo v areálu kláštera. Za nápadem vybudovat zde pivovar stojí skupinka věřících nadšenců, kteří kvůli tomu založili spolu s cisterciáckým řádem akciovou společnost. Řád se stal jedním z akcionářů a má právo veta.

## Architektonický popis

### Křížová chodba
Klášterní budovy přiléhají ke kostelu na severní straně a jsou seskupeny kolem čtvercového rajského dvora, obklopeného křížovou chodbou, která představuje jediný neporušený celek svého druhu v české raně gotické architektuře. Bohatě zdobené sloupky s bobulovými hlavicemi kontrastují s hladkou střídmostí protějších stěn. Klenba je křížová, přičemž přípory žeber sbíhají až na zem. Chodba je tímto způsobem rozdělena na jednotlivá pole, z nichž každé disponuje trojdílným oknem s lomeným gotickým obloukem. Jednotlivá okna jsou poté oddělena sloupky s ozdobnými hlavicemi. Hojně se zde vyskytují jak vegetativní, tak animální motivy. Zajímavostí je, že každá hlavice je jedinečná a žádný z motivů se tudíž neopakuje. Každá z částí je pak završena rozetovým oknem, jehož prosklení má tvar čtyřlaloku. Křížová chodba kláštera nápadně připomíná křížovou chodbu v Anežském klášteře v Praze, jelikož její stavbu pravděpodobně zajišťovala tatáž huť.

### Kapitulní síň
K východnímu rameni chodby je přičleněna kapitulní síň obdélníkového půdorysu. Žebra se v tomto prostoru sbíhají ve dva pilíře, nacházející se uprostřed místnosti. Samotný svorník má florální motiv. Každý z pilířů se skládá z patky, dříku, krycí desky a náběžních štítků, přičemž všechny tyto prvky mají několikaúhelníkový tvar. Po stranách místnosti jednotlivá žebra naopak přecházejí v konzoly opět s bobulovým dekorem. V prostoru mezi oběma sloupy je také otočný kamenný pulpit, na který byla v minulosti pokládána příslušná liturgická kniha. Podstavec tohoto čtenářského pultu je tvořen dvěma korintskými sloupy, na kterých se uplatňuje motiv akantového koše. V kapitulní síni se dále objevují oblouková okna s barevnou skleněnou vitráží.

### Rajský dvůr
Rajský dvůr, obklopený křížovou chodbou, oplývá v dnešní době množstvím zeleně. Zdobení křížové chodby se opakuje také zvenčí, navíc je zde ještě patřičně zvýrazněn lomený oblouk jednotlivých oken. Přístavba kláštera nacházející se nad křížovou chodbou už je střídmější, vyskytují se zde již pouze okna obdélníkového tvaru.

## Muzeum

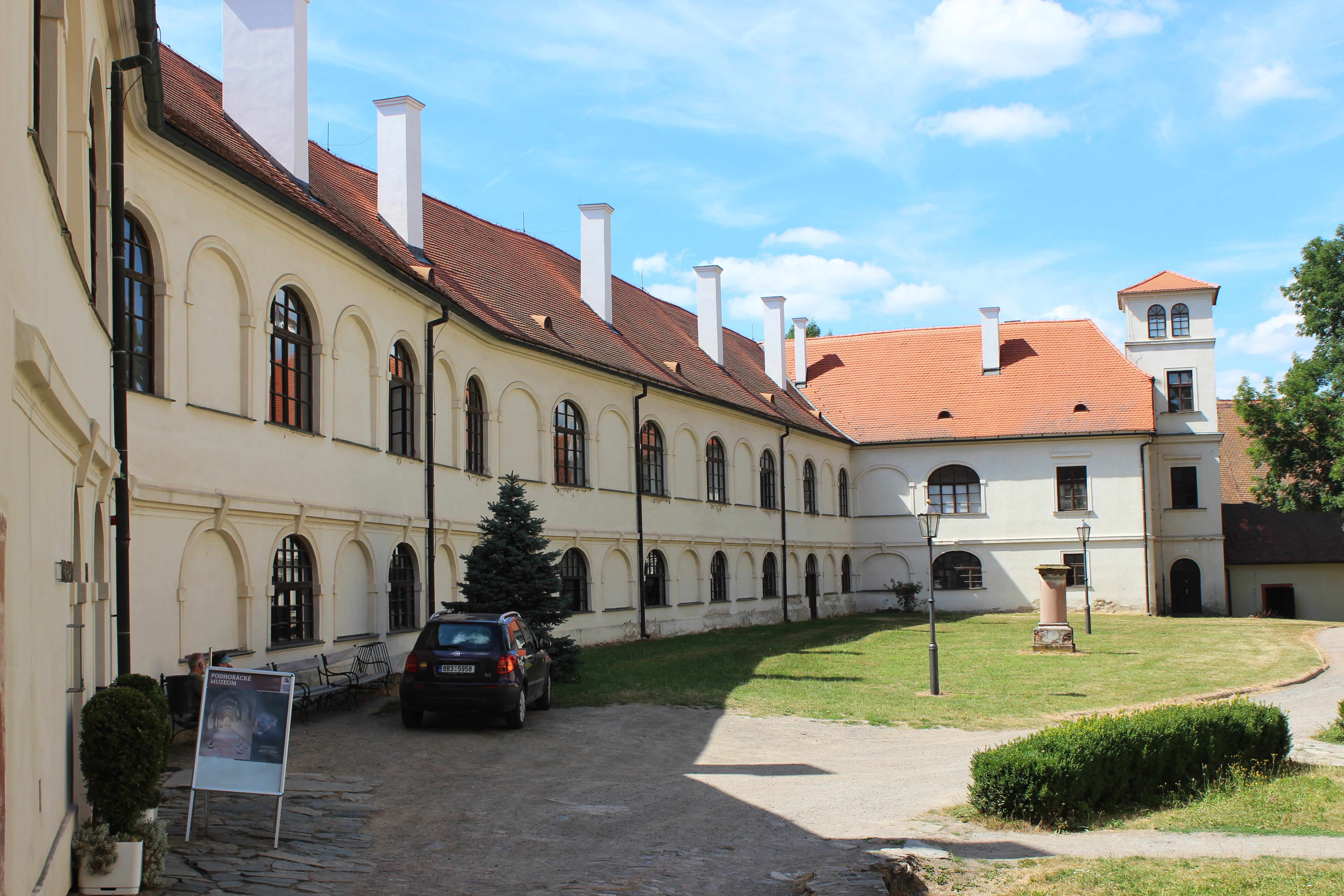
Podhorácké muzeum v areálu kláštera

V budově proboštství sídlí jedno z pracovišť Muzea Brněnska – Podhorácké muzeum. Vystavené sbírky zahrnují paleontologickou a mineralogickou expozici s částí věnovanou nalezištím minerálů na Tišnovsku a stálé expozice Dějiny a současnost kláštera Porta Coeli. Pořádány jsou také krátkodobé výstavy, muzeum rovněž zajišťuje pro veřejnost prohlídky románsko-gotického kostela Nanebevzetí Panny Marie.

## Planetka
Podle kláštera je pojmenována planetka (3276) Porta Coeli objevená 15. září 1982 z hvězdárny na Kleti Antonínem Mrkosem, který se narodil v nedaleké vesnici Střemchoví.

## Odraz v kultuře
Areál kláštera posloužil pro natáčení několika audiovizuálních děl: filmu Via Lucis (1992), dílu seriálu Četnické humoresky „Hypnotizér“ (2000) a také televizního filmu Ďáblova lest (2009), v němž samotný vstup do kostela - brána nebes (Porta coeli) hrála významnou roli, především v závěru série.

## Fotogalerie

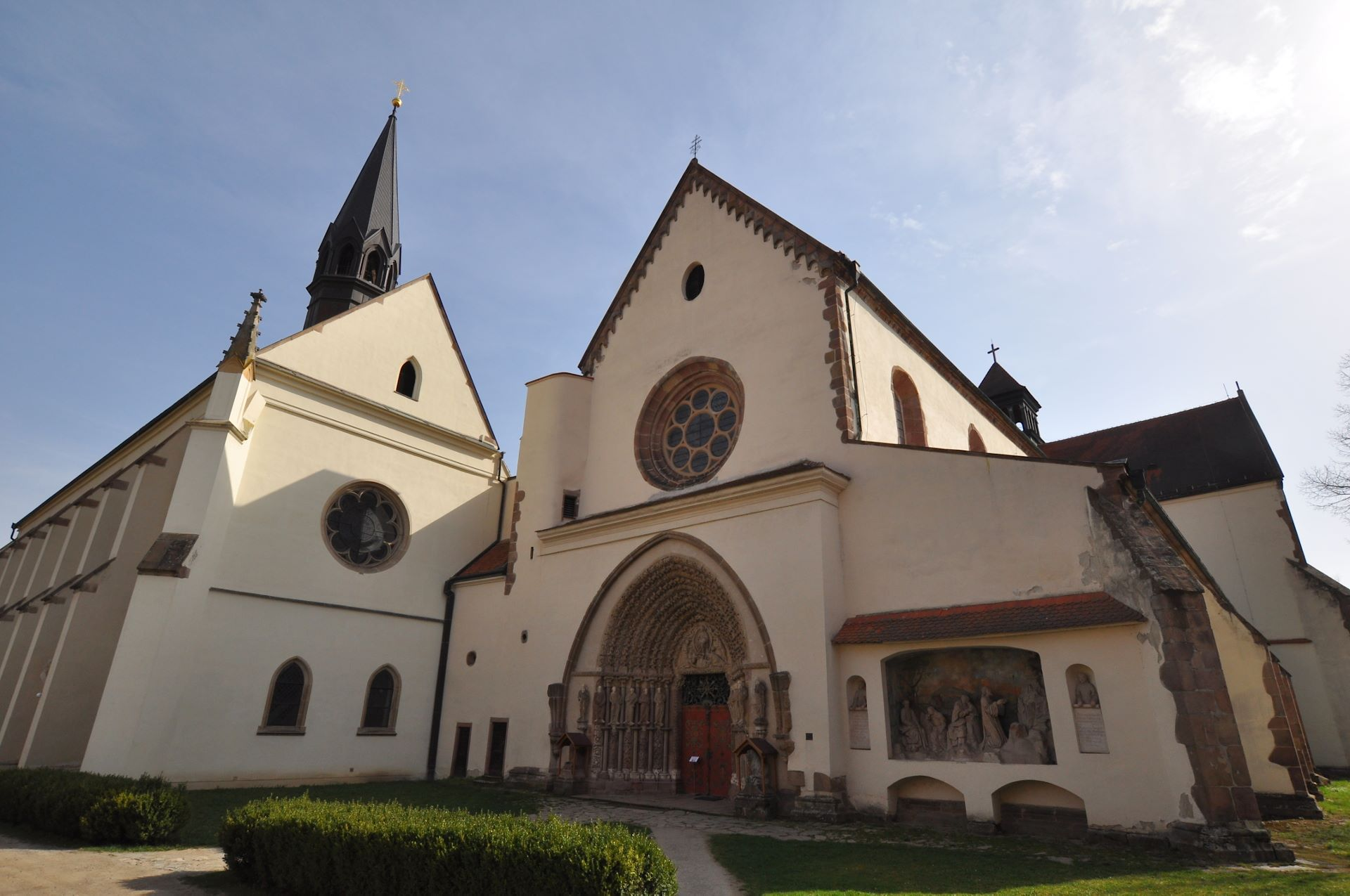
Konventní kostel
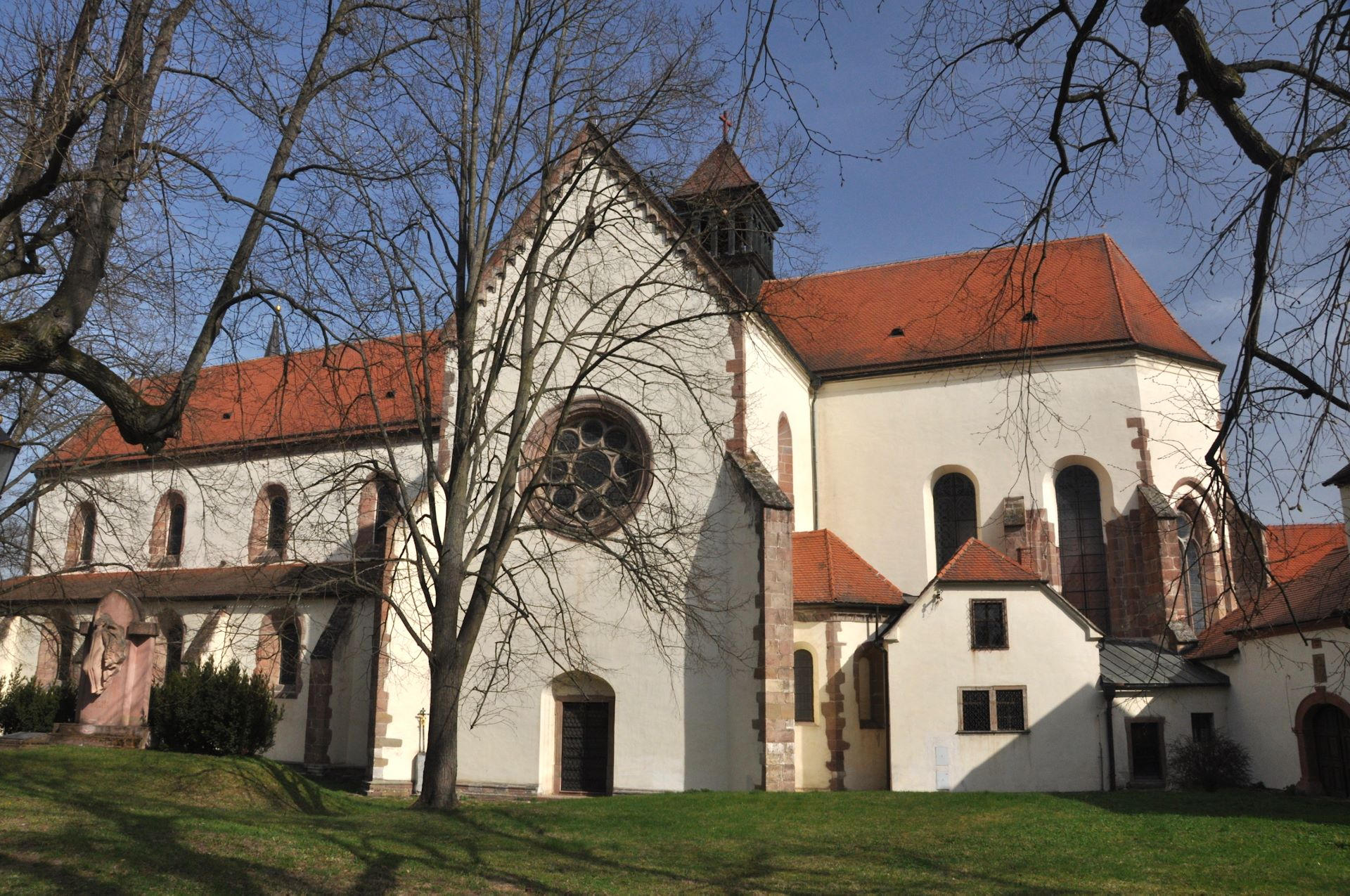
Konventní kostel
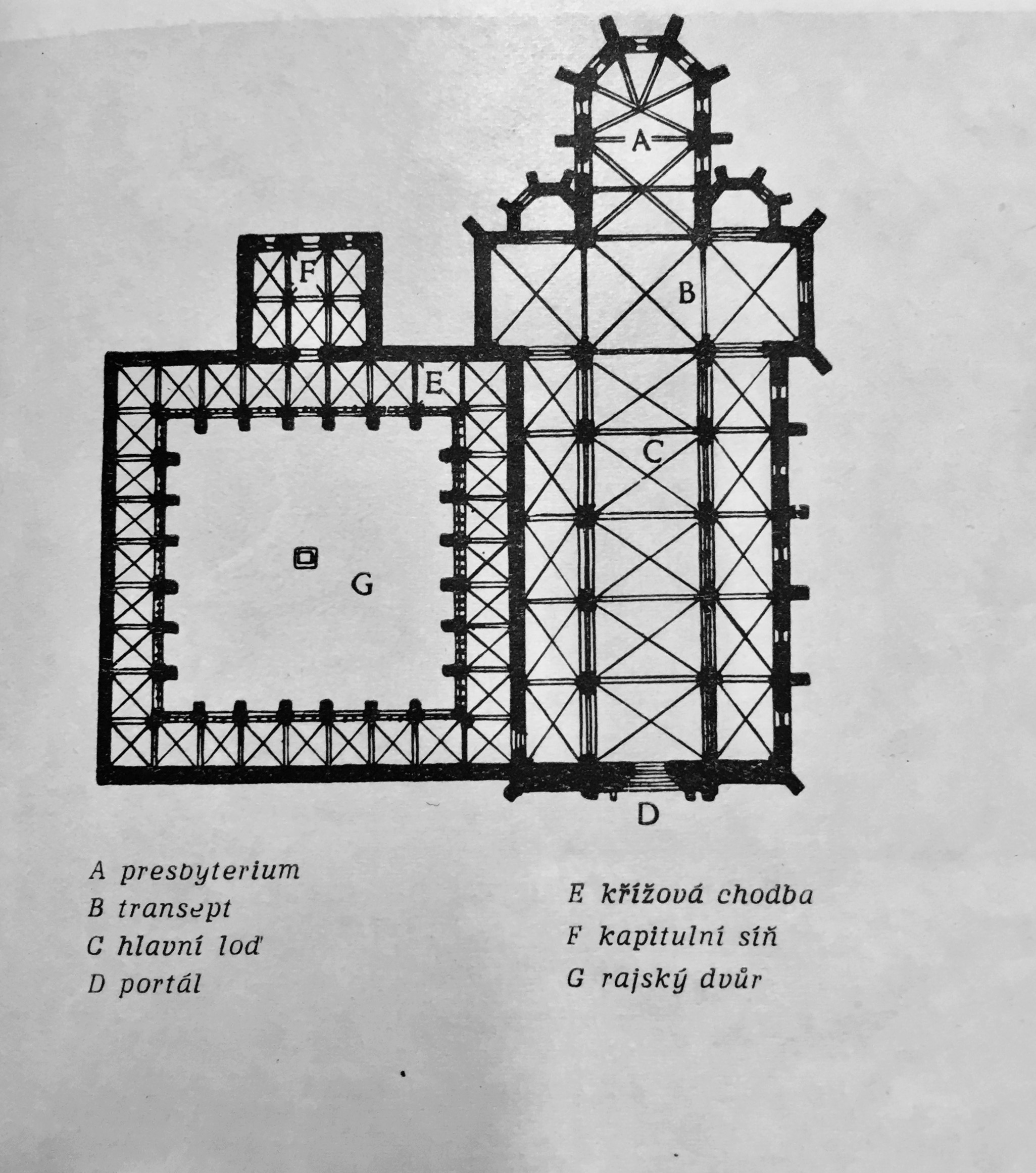
Půdorys komplexu
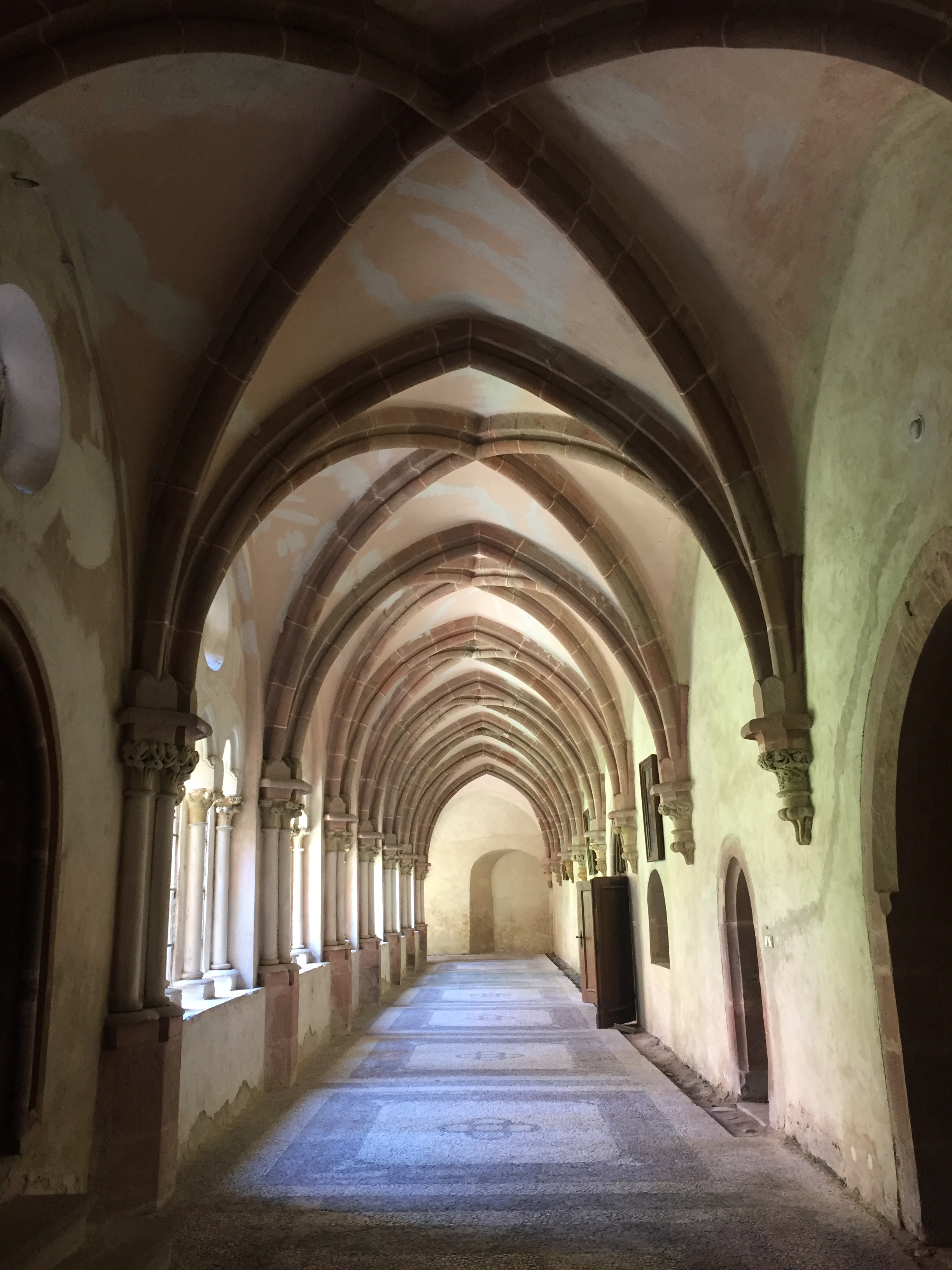
Křížová chodba
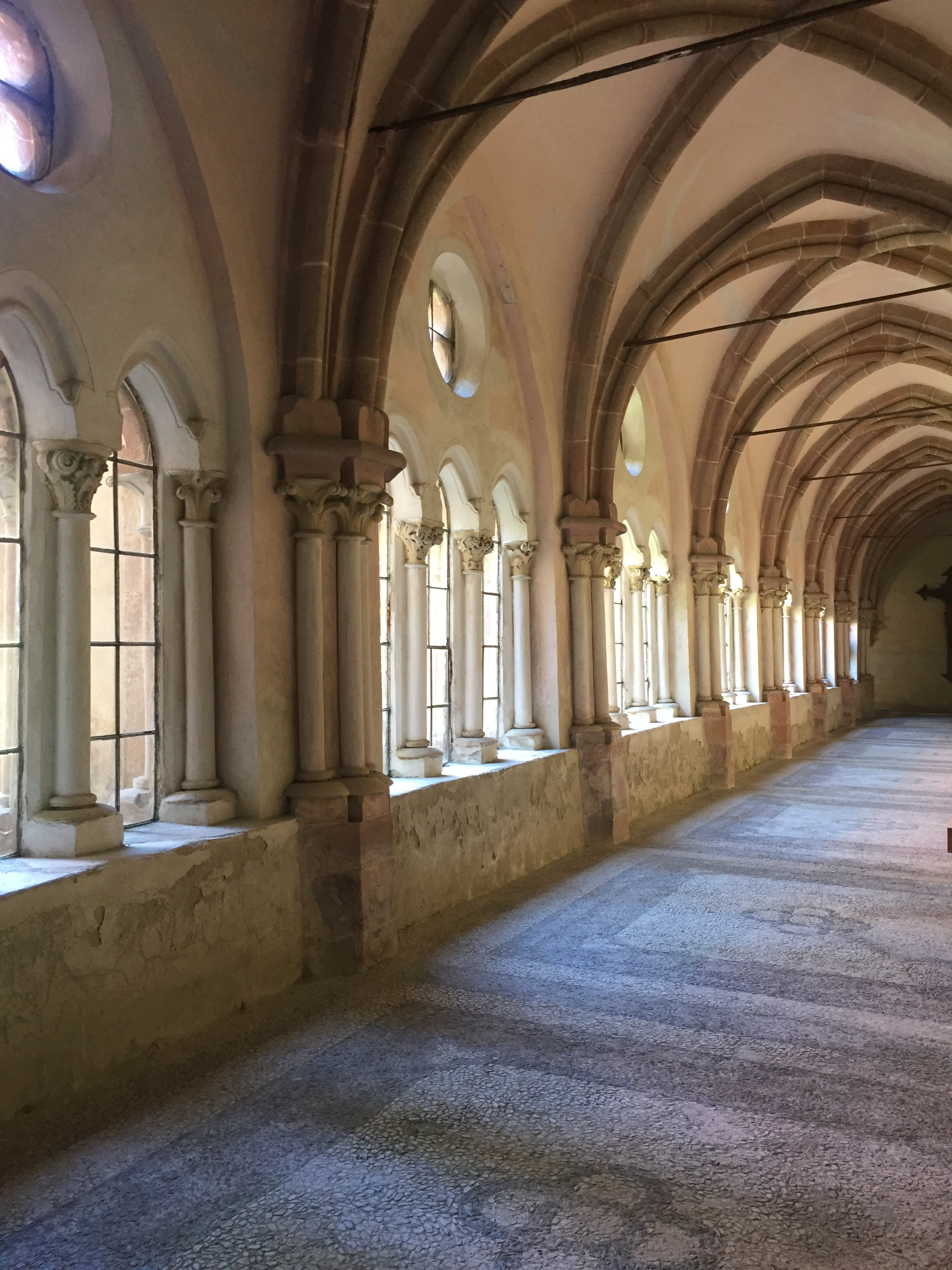
Okna křížové chodby
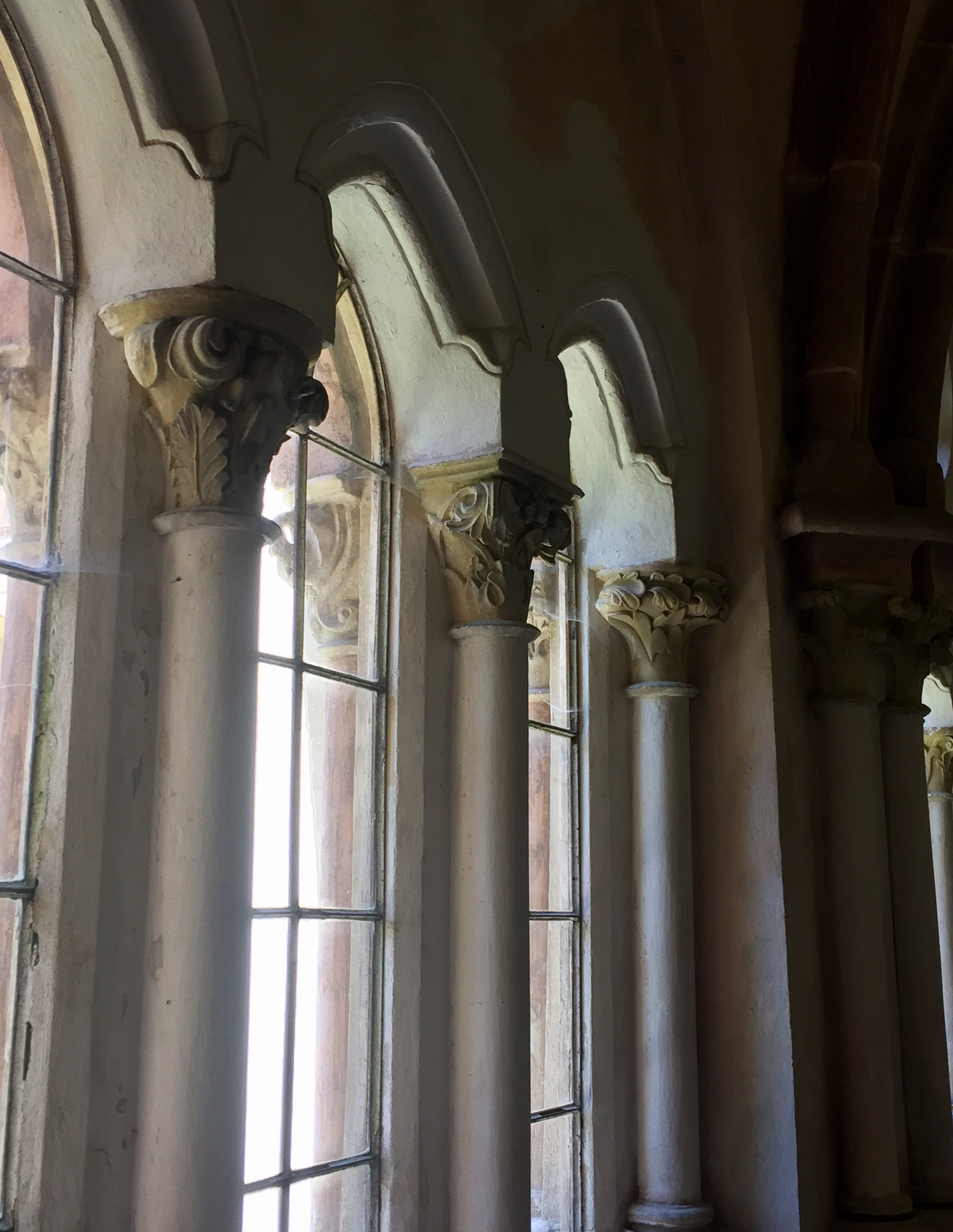
Detail hlavic sloupů
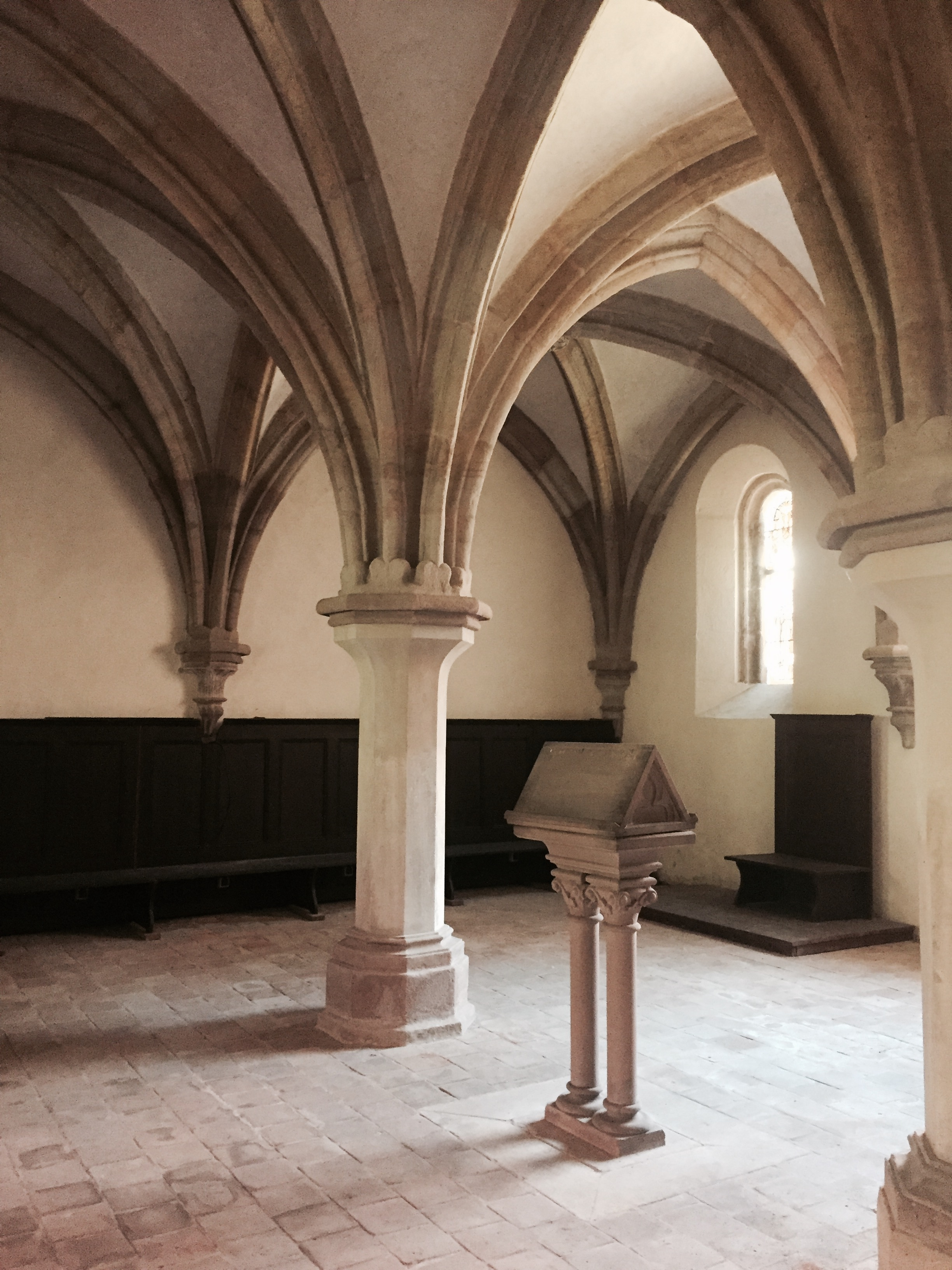
Kapitulní síň
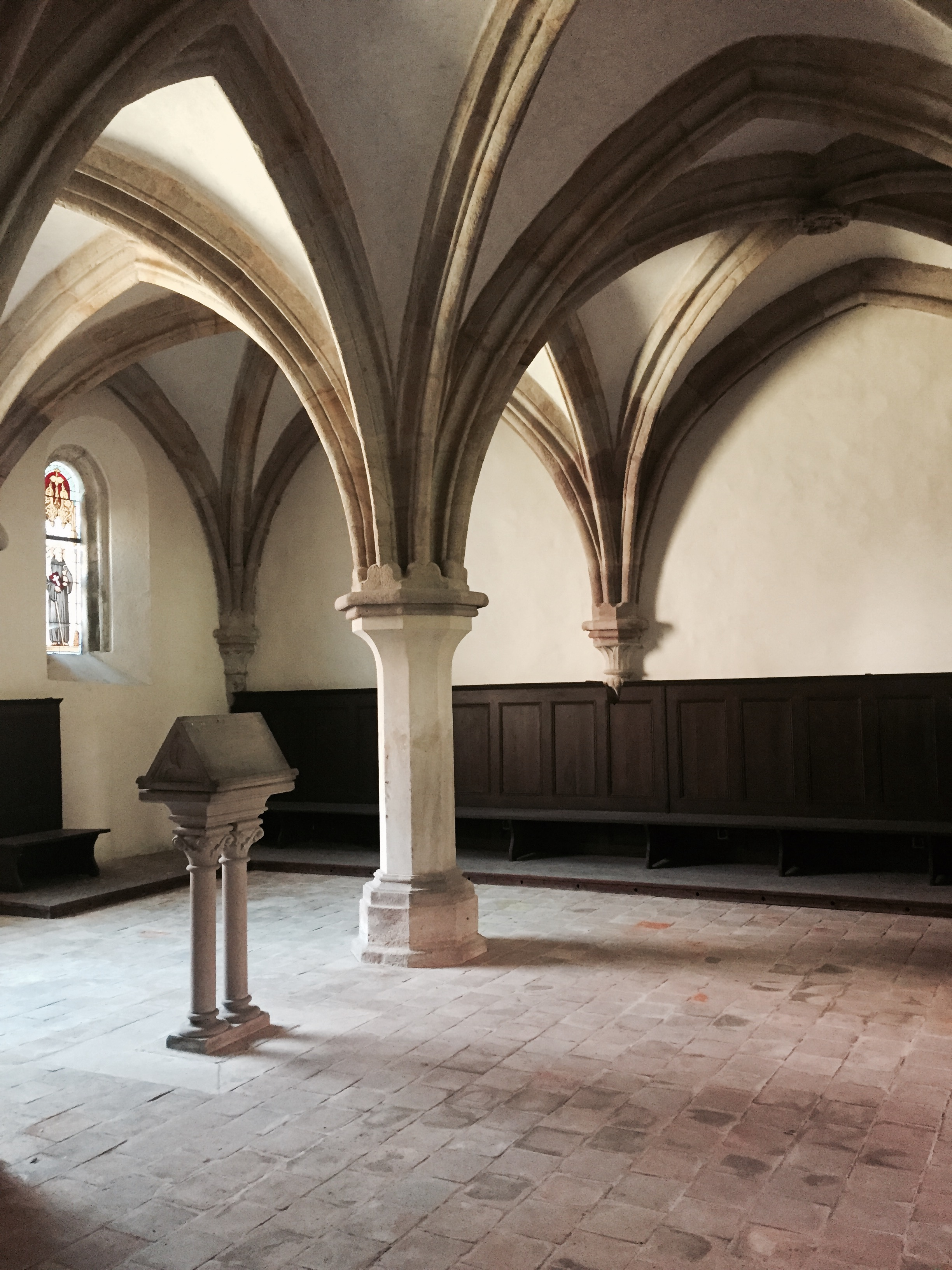
Kapitulní síň
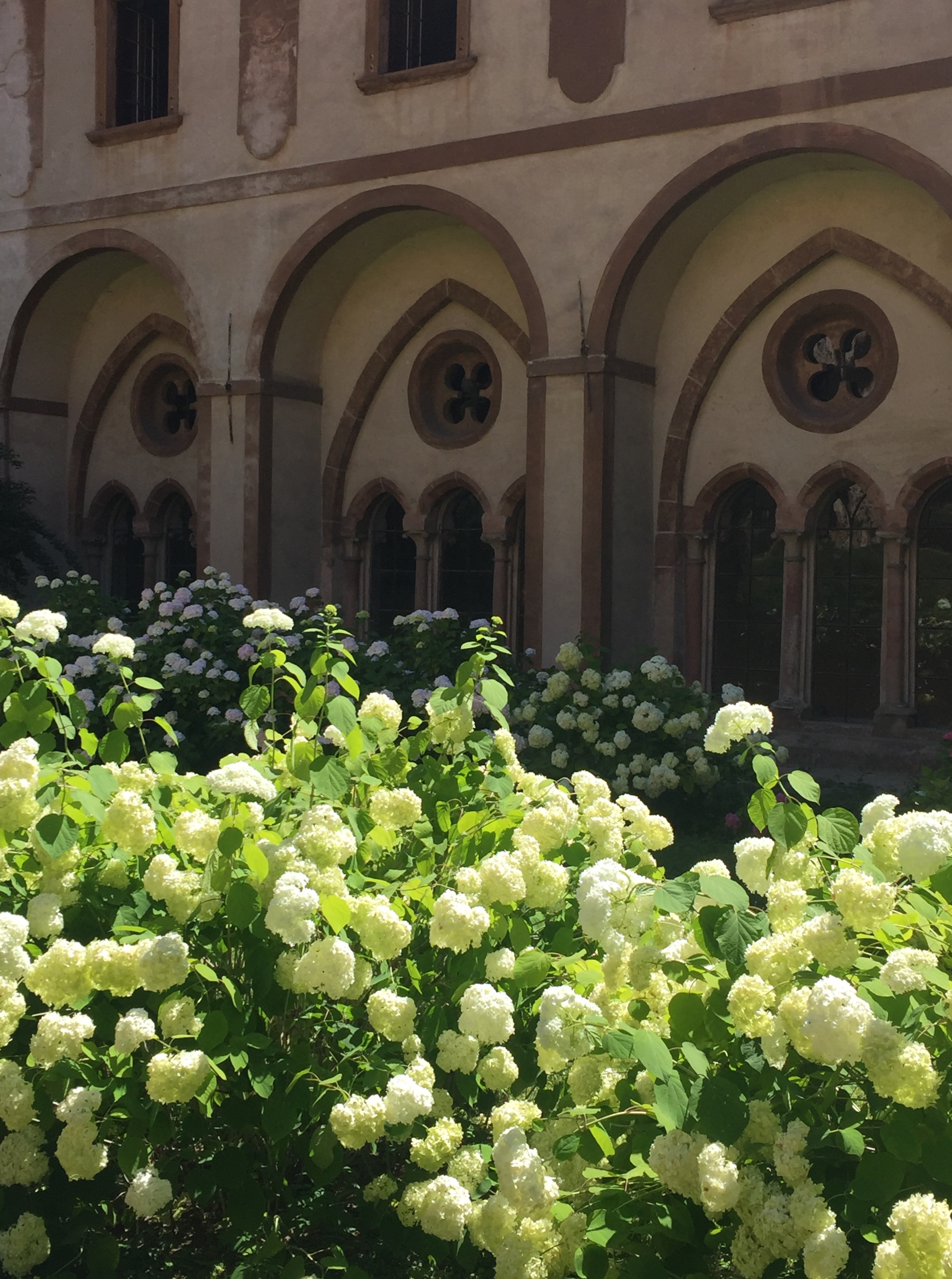
Rajský dvůr
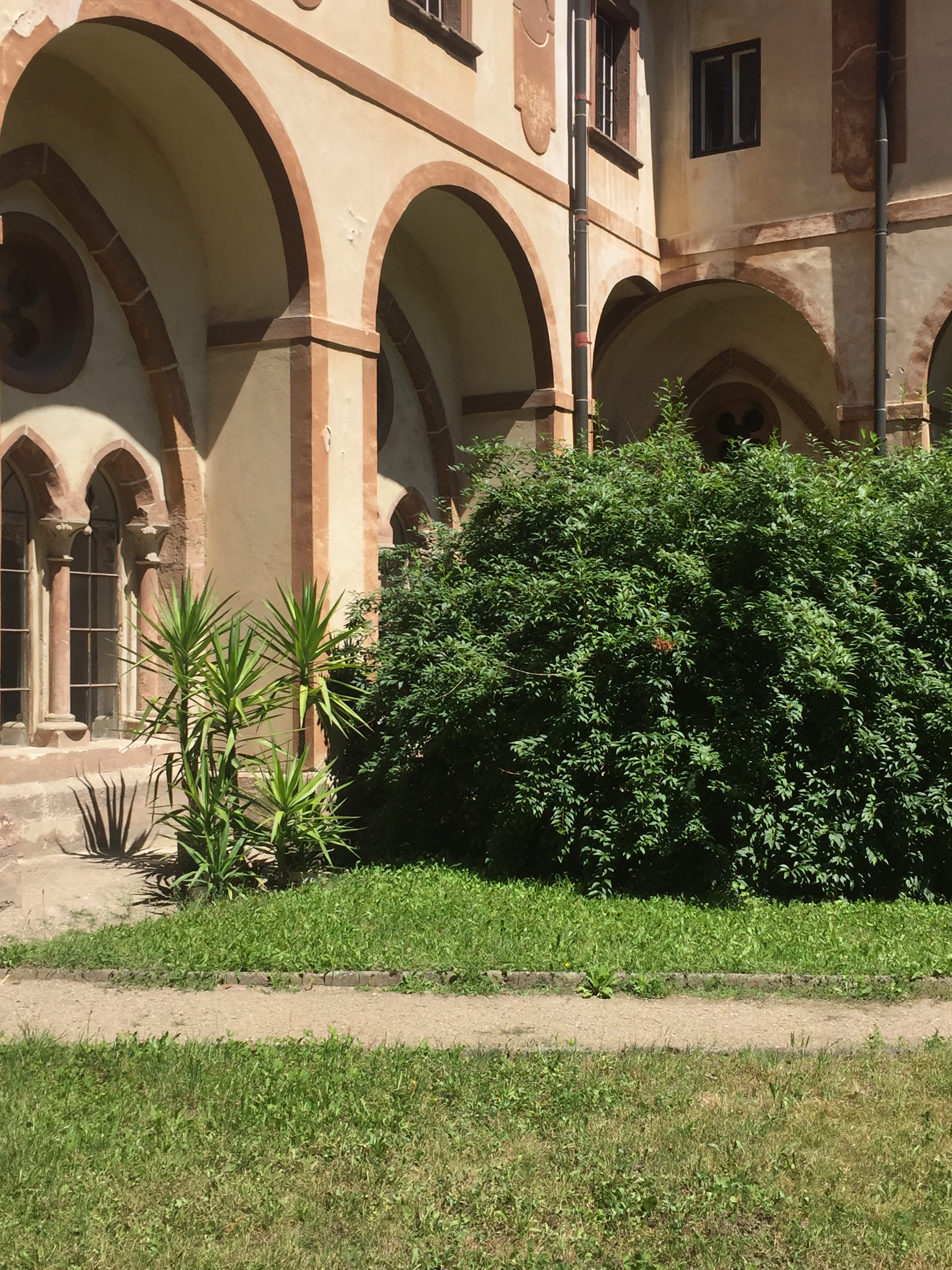
Rajský dvůr
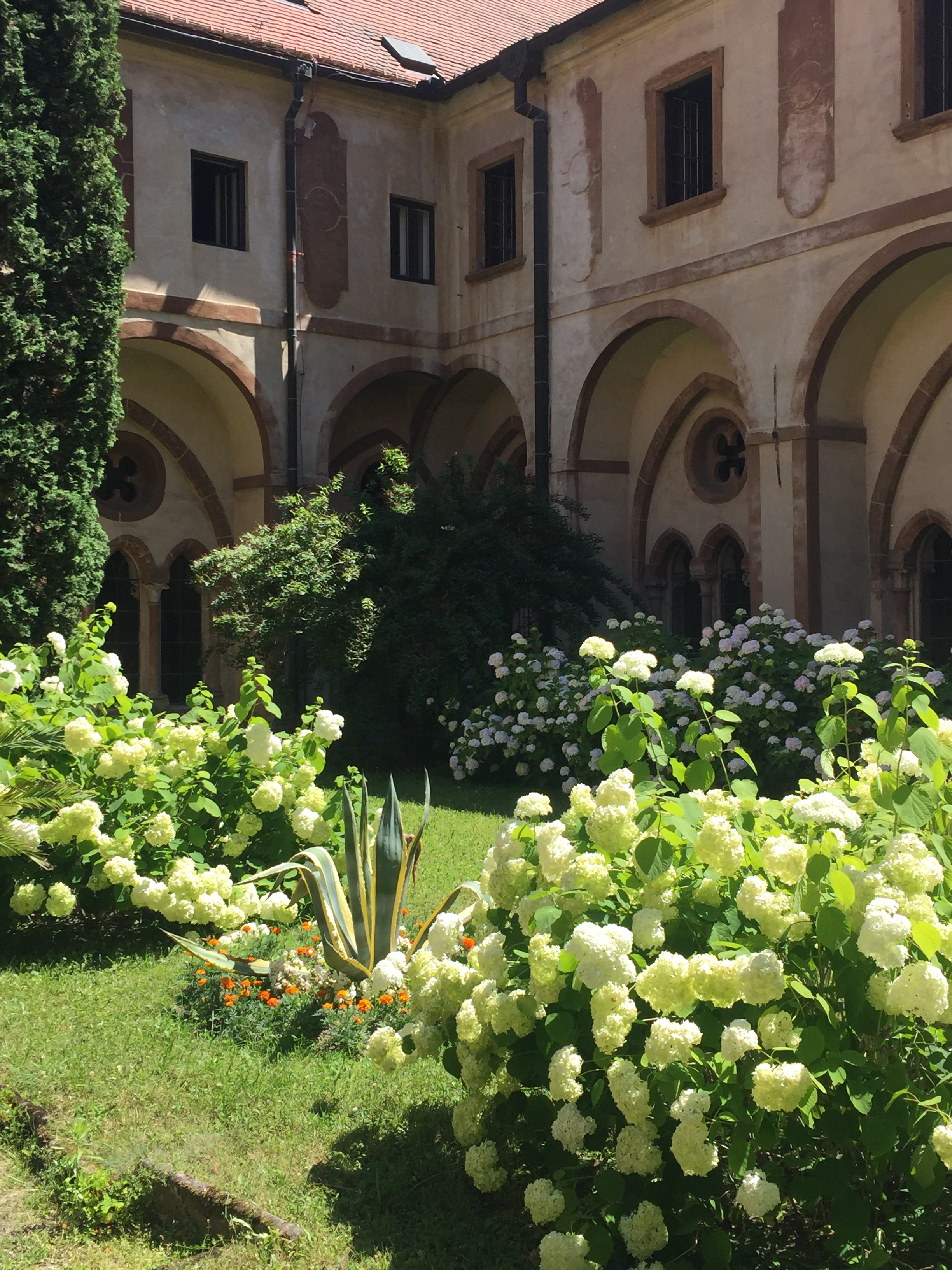
Rajský dvůr
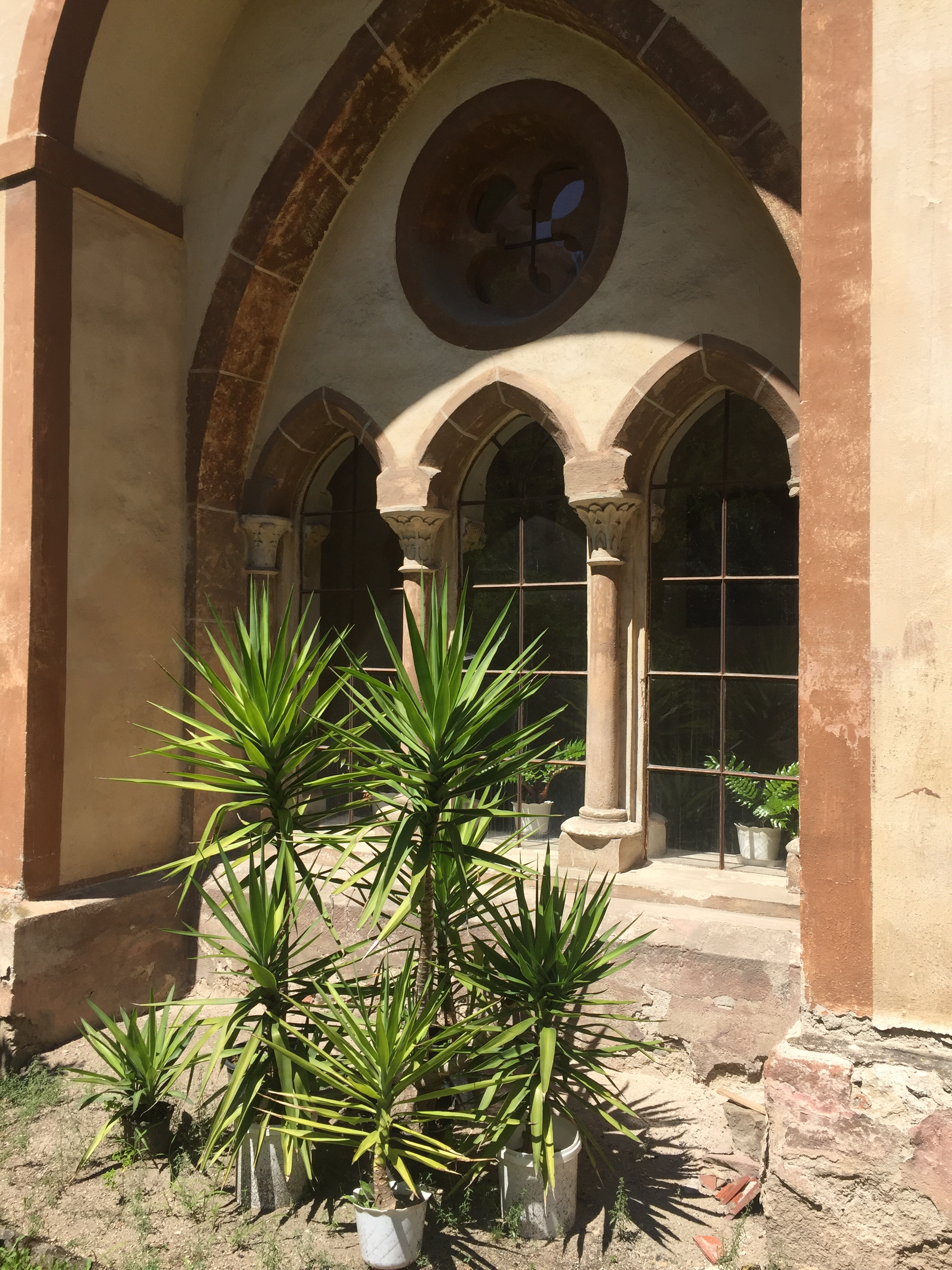
Detail okna